# Армянская епархия Баку

Карта Бакинской губернии

Бакинская епархия Эчмиадзинского патриархата Армянской Апостольской церкви (арм. Հայ Առաքելական եկեղեցու Էջմիածնի պատրիարքության Բաքվի թեմ) — упразднённая прелатская епархия Армянской Апостольской церкви (ААЦ), бывшая в составе Эчмиадзинского патриархата с центром в городе Баку .
Вскоре после упразднения епархии её территории вошли в состав Азербайджанской епархии ААЦ, которая, однако, по причине депортации армянского населения из Азербайджана и следовательно закрытия армянских церквей, была упразднена после Первой карабахской войны. На сегодняшний день на территории Азербайджана нет действующих епархий Армянской апостольской церкви.

## История
В юрисдикцию Бакинской епархии входила территория юго-восточной части Бакинской губернии Российской империи. По данным на 1911 год количество верующих Армянской Апостольской церкви — 30 тысяч человек, общин — 15. 
Епархия имела 10 церквей.